# Valkeinen (sjö i Multia, Mellersta Finland)
Valkeinen är en sjö i kommunen Multia i landskapet Mellersta Finland i Finland. Sjön ligger 147,1 meter över havet. Den är 34 meter djup. Arean är 76 hektar och strandlinjen är 5,66 kilometer lång. Sjön  ingår i Kumo älvs huvudavrinningsområde.   Den ligger omkring 50 kilometer väster om Jyväskylä och omkring 240 kilometer norr om Helsingfors. 